# Млодине-Ґурне
Млодине-Ґурне (пол. Młodynie Górne) — село в Польщі, у гміні Радзанув Білобжезького повіту Мазовецького воєводства.
Населення — 297 осіб (2011).
У 1975-1998 роках село належало до Радомського воєводства.

## Демографія
Демографічна структура станом на 31 березня 2011 року:
|          | Загалом | Допрацездатний вік | Працездатний вік | Постпрацездатний вік |
| -------- | ------- | ------------------ | ---------------- | -------------------- |
| Чоловіки | 145     | 42                 | 91               | 12                   |
| Жінки    | 152     | 51                 | 79               | 22                   |
| Разом    | 297     | 93                 | 170              | 34                   |